# Alma Butia
Alma Butia (Teharje kod Celja, 9. veljače 1929. — 20. veljače 2019.), slovenska atletičarka. Natjecala se za Kraljevinu Jugoslaviju.
Natjecala se na Olimpijskim igrama 1936. u utrkama na 100 i 200 metara. Nastupila je u prednatjecanju.
Bila je članica celjskog Kladivara i zagrebačke Mladosti.